# Advanced Technology Investment Company

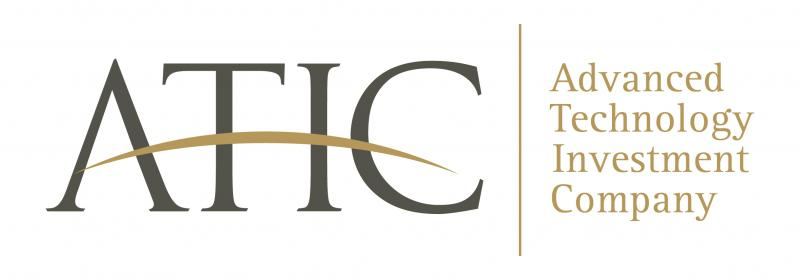
Le logo de L'Advanced Technology Investment Company

L'Advanced Technology Investment Company est un fonds souverain émirien créé en 2008 et spécialisé dans les nouvelles technologies. Il investit à la fois localement et internationalement, et a pour objectif de générer des rendements à long terme pour l'émirat d'Abou Dabi.

## Investissements
- AMD
- GlobalFoundries
- Smooth-Stone